# Dorymyrmex antarcticus
Dorymyrmex antarcticus este o specie de furnică din genul Dorymyrmex. Descrisă de Forel în 1904, specia este endemică pentru Argentina și Chile.